# Alien Crime Lord
Alien Crime Lord é uma canção da banda estadunidense de rock experimental The Voidz, lançada oficialmente no dia 15 de dezembro de 2020, para o jogo Grand Theft Auto Online da Rock Star.

## Prévia
No dia 10 de dezembro de 2020, Casablancas, vocalista do The Voidz, anunciou em sua página oficial do Facebook que a próxima atualização do jogo Grand Theft Auto Online,  Cayo Perico Heist, teria como uma das soudtracks a nova música do The Voidz, “Alien Crime Lord”, lançado oficialmente no dia 15 de dezembro nas mídias digitais. No dia 17 de dezembro do mesmo ano, a banda fez uma apresentação no programa The Tonight Show Starring Jimmy Fallon cantando a música lançada.
Sobre as inspirações que levaram a criação da música, a banda disse: “Queríamos fazer uma música que soasse como Jean Claude Van Damme em pé em uma motocicleta em alta velocidade enquanto disparava balas perfeitas no pára-brisa de um inimigo que se aproximava, e então terminar o trabalho com um giro controlado por cima do veículo que termina em um redemoinho de jeans e chamas”.